# Agnieszka Dubrawska
Agnieszka Tamara Dubrawska, po mężu Żalińska (ur. 12 grudnia 1958 w Gdańsku) – polska florecistka, srebrna medalistka mistrzostw świata, olimpijka.

## Życiorys
W trakcie kariery sportowej (1976-1988) reprezentantka stołecznych klubów: Legii i AZS-AWF. Wielokrotna medalistka mistrzostw Polski:
- złota
  - indywidualnie w latach 1981,1982,1987)
  - drużynowo w latach 1978-1984
- srebrna
  - indywidualnie w latach 1984, 1988
  - drużynowo w latach 1976, 1987, 1988
- brązowa
  - drużynowo w latach 1977, 1985

Srebrna medalistka mistrzostw świata w Hamburgu (1978) w turnieju drużynowym florecistek (partnerkami były: Małgorzata Bugajska, Delfina Skąpska, Jolanta Królikowska, Barbara Wysoczańska).
Uczestniczka mistrzostw świata w Melbourne (1979) – 4. miejsce, MŚ w Clermont Ferrand (1981) – 6. miejsce, MŚ w Rzymie (1982) – 6. miejsce.
Na igrzyskach olimpijskich w Moskwie (1980) wystartowała tylko w turnieju drużynowym (partnerkami były: Jolanta Królikowska, Delfina Skąpska, Kamilla Składanowska, Barbara Wysoczańska), w którym Polska drużyna zajęła 4. miejsce.
Brała też udział w igrzyskach w Seulu (1988), gdzie wystartowała zarówno w turnieju indywidualnym (30. miejsce) jak i w drużynowym (partnerkami były: Małgorzata Breś, Jolanta Królikowska, Hanna Prusakowska, Anna Sobczak) w którym Polska drużyna zajęła 10. miejsce.